# Chuẩn tinh

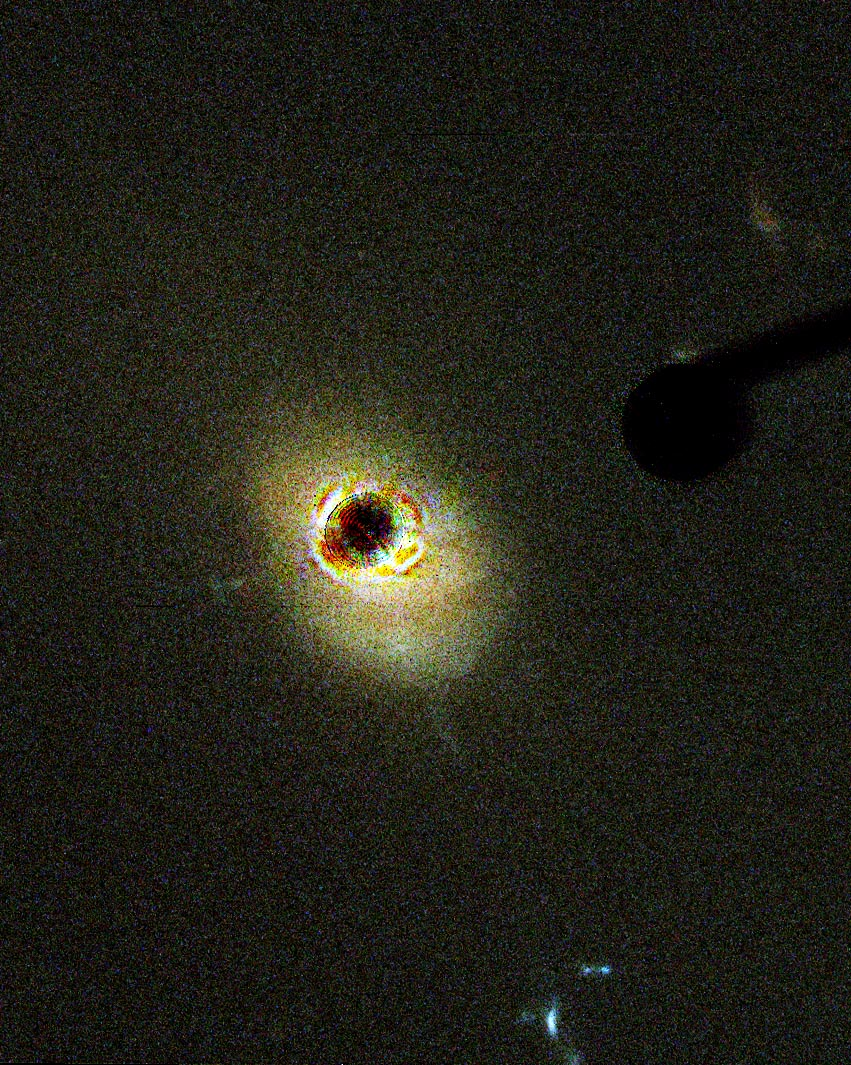
Quasar 3C 273 do kính thiên văn Hubble chụp.

Quasar, (viết tắt của tên tiếng Anh: quasi-stellar object, có nghĩa là vật thể giống sao, trong tiếng Việt, quasar còn được gọi là chuẩn tinh) là một thiên thể cực xa và cực sáng, với dịch chuyển đỏ rất lớn. Trong phần ánh sáng biểu kiến, quasar trông giống một ngôi sao bình thường, tức nguồn phát sáng điểm. Thực tế, đó là ánh sáng phát ra từ các quầng (halo) vật chất đặc, nằm quanh vùng nhân của các thiên hà hoạt động (thiên hà trẻ), thường là các hố đen siêu lớn.

## Lịch sử

Bản chất của dịch chuyển đỏ.

Sự dịch chuyển các vạch quang phổ về vùng quang phổ đỏ.

Quasar đầu tiên, với ký hiệu 3C 273 được nhà thiên văn người Hoa Kỳ gốc Hà Lan Maarten Schmidt phát hiện năm 1963 trong chòm sao Thất Nữ, từ đài thiên văn Palomar. Đến năm 2005 đã có hơn 100.000 quasar được phát hiện.
Vào những năm 50 của thế kỉ 20, các kính thiên văn vô tuyến được hoàn thiện vượt bậc. Ý tưởng tìm kiếm nền văn minh ngoài Trái Đất được chính phủ Hoa Kỳ ủng hộ và tài trợ ở giai đoạn đầu thông qua chương trình SETI (là cách viết tắt từ Search for Extra-Terrestrial Intelligence, nghĩa là Sự tìm kiếm nền văn minh ngoài Trái Đất). Các nhân viên của chương trình SETI quyết tâm tìm kiếm các tín hiệu vô tuyến có thể được các nền văn minh ngoài Trái Đất phát ra một cách chủ ý từ vũ trụ. Tất nhiên, khi các kính thiên văn vô tuyến hướng vào các nguồn phát sóng vô tuyến mạnh nhất, thì các nhà thiên văn cũng hướng các kính thiên văn quang học của mình lên các vị trí này trên các bản đồ vô tuyến của các ngôi sao, để phân tích ánh sáng các nguồn này. Trước đó, sự tồn tại của các va chạm giữa hai thiên hà, gây nên bùng phát phản ứng nhiệt hạch năng lượng cao, đi cùng với bức xạ vô tuyến kề tiếp đã được khẳng định. Tuy nhiên, các nguồn vô tuyến trên bầu trời chỉ giống như một ngôi sao mờ bình thường, với cấp sao biểu kiến yếu. Câu hỏi lớn nhất ở đây là vì sao tồn tại bức xạ vô tuyến cường độ cao như vậy mà không xảy ra sự va chạm của hai thiên hà?.
Trên những tấm ảnh có độ phân giải cao lúc bấy giờ, các quasar chỉ biểu hiện như các nguồn phát sáng điểm, vì thể chúng được coi là các "sao vô tuyến" trong Ngân Hà. Tuy nhiên một số nhà thiên văn tin vào nguồn gốc ngoài Ngân Hà của chúng. Việc góp hợp các thành phần phổ quang học và phổ vô tuyến rất phức tạp. Nguồn vô tuyến đầu tiên được góp hợp mang ký hiệu 3C 48 theo danh sách Cambridge thứ ba của các nguồn vô tuyến, đã trả lời cho nhiều câu hỏi. Các quang phổ góp hợp này chứa các vạch quang phổ phát xạ rộng mà các nhà khoa học không thể xác định là vạch quang phổ của nguyên tố đã biết nào. Cuối cùng họ phải gọi là các "ngôi sao đặc biệt phát ra bức xạ vô tuyến".
Vào năm 1963, Maarten Schmidt phát hiện ra dãy Balmer của các vạch quang phổ của nguyên tố Hydro trong quang phổ của quasar 3C 273, ở vị trí bất thường mà lúc đó không ai tìm.
Nguyên nhân của vị trí vạch quang phổ bất thường này là hiện tượng dịch chuyển đỏ, trong đó giá trị này của quasar 3C 273 là z = 0,158. Ông cho rằng, chuyển dịch đỏ này quá lớn, không thể xuất hiện do tác động của trường hấp dẫn. Sau khi đắn đo loại trừ các khả năng khác, ông tuyên bố nguyên nhân có thể chấp nhận cuối cùng là sự giãn nở vũ trụ. Trên cơ sở việc công nhận lý thuyết vũ trụ giãn nở và theo định luật Hubble, nếu dùng mô hình vũ trụ
- với tham số giảm tốc (tiếng Anh: Deceleration parameter) q0 = 0,5
- và hằng số Hubble H = 75 km.s−1.Mpc−1

thì khoảng cách của quasar 3C 273 là khoảng 2 tỉ năm ánh sáng, cấp sao tuyệt đối -26,2m và năng lượng phát sáng tương ứng với năng lượng của hàng chục nghìn tỉ (1013) Mặt Trời, tức sáng hơn 50 lần so với thiên hà sáng nhất được biết đến.
Để có chuyển dịch đỏ đó, quasar 3C 273 phải chuyển động rời xa với vận tốc 47.000 km.s−1, trong khi vận tốc lớn hơn duy nhất mà các nhà thiên văn học đã biết đến là vận tốc ánh sáng.

## Tên gọi

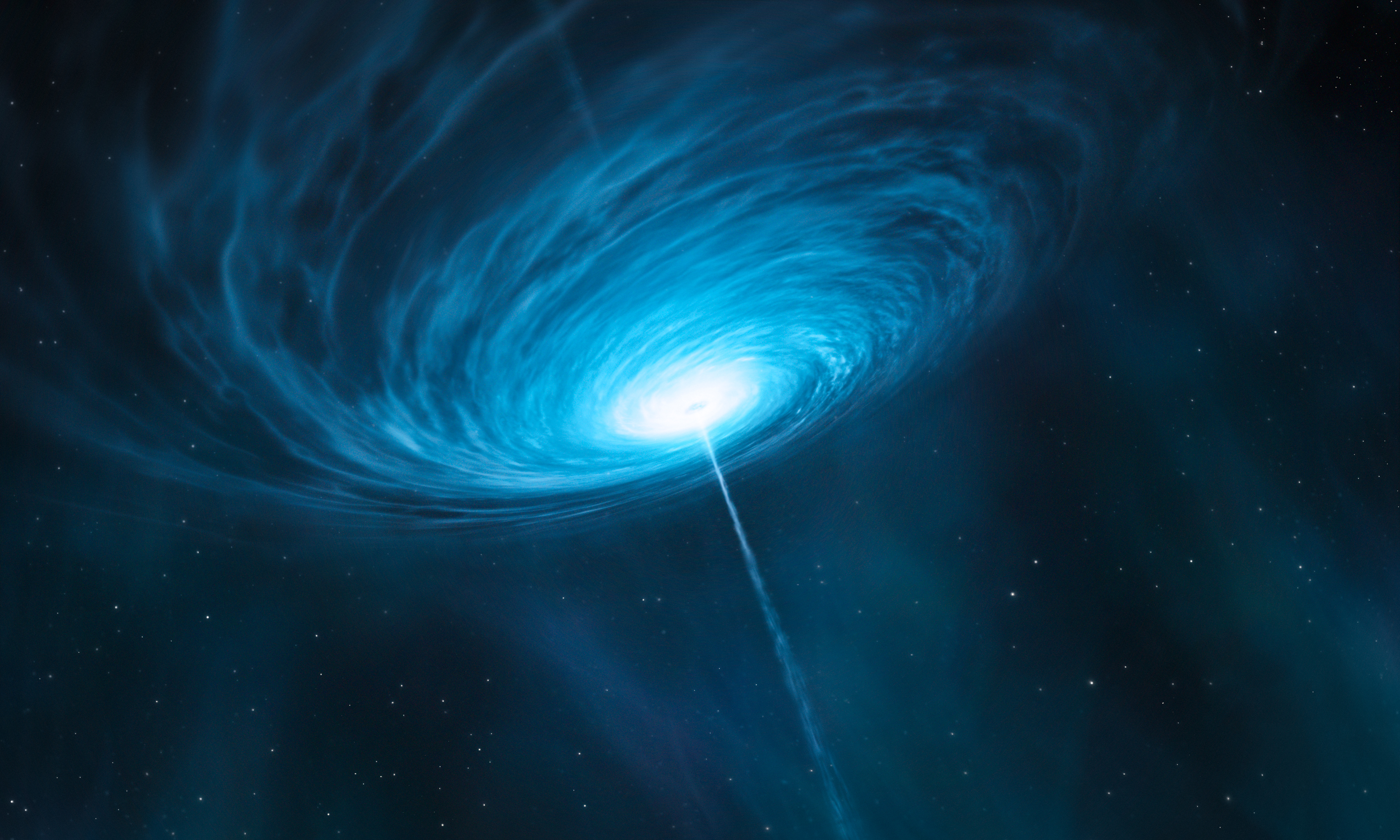
Hình mô phỏng Quasar 3C 273

Tên gọi chung các thiên thể có các biểu hiện sau: 
- trông giống sao bình thường, tuy nhiên chúng nằm ngoài Ngân Hà,
- có bức xạ mạnh hơn các sao bình thường khác ở vùng quang phổ cực tím và hồng ngoại,
- có biến đổi cường độ bức xạ với dao động lớn của tần số (chu kì biến đổi cường độ phát sáng từ vài giờ đến vài năm),
- có các vạch quang phổ phát xạ rộng, tương ứng với vận tốc chuyển động hướng tâm đến tận 4000 km.s−1, trong một số trường hợp có tồn tại cả các vạch quang phổ hấp thụ hẹp.
- có chuyển dịch đỏ lớn của các vạch quang phổ,
- nhiều nguồn phát bức xạ vô tuyến mạnh

là các vật thể giống sao, tiếng Anh: Quasi-stellar object, viết tắt là QSO.
Lúc đầu, các nhà khoa học thấy nhiều nguồn vô tuyến với bức xạ mạnh nên gọi là quasar, là cách tạo tên từ thuật ngữ tiếng Anh: quasistellar radio source, nghĩa là: nguồn vô tuyến giống sao, viết tắt: QSS.
Vào năm 1965, nhà thiên văn học người Hoa Kỳ Allan Rex Sandage tìm thấy các QSS, có cùng các tính chất trong vùng ánh sáng biểu kiến, nhưng không chứa bức xạ vô tuyến. Các vật thể này được đặt tên là quasag, là cách tạo tên từ thuật ngữ tiếng Anh: quasistellar galaxy, nghĩa là: các thiên hà giống sao, viết tắt: QSG.
Sau khi nhận thấy sự trùng hợp về bản chất vật lý học của QSS và QSG, các nhà khoa học gọi chung là quasar. Danh mục do A. Hewitt và G. R. Burbidge phát hành năm 1987 bao gồm 3.600 QSO với các giá trị dịch chuyển đỏ được đo đạc, trong đó có 4 QSO có z > 3,5, vài chục QSO có z > 3.

## Tính chất

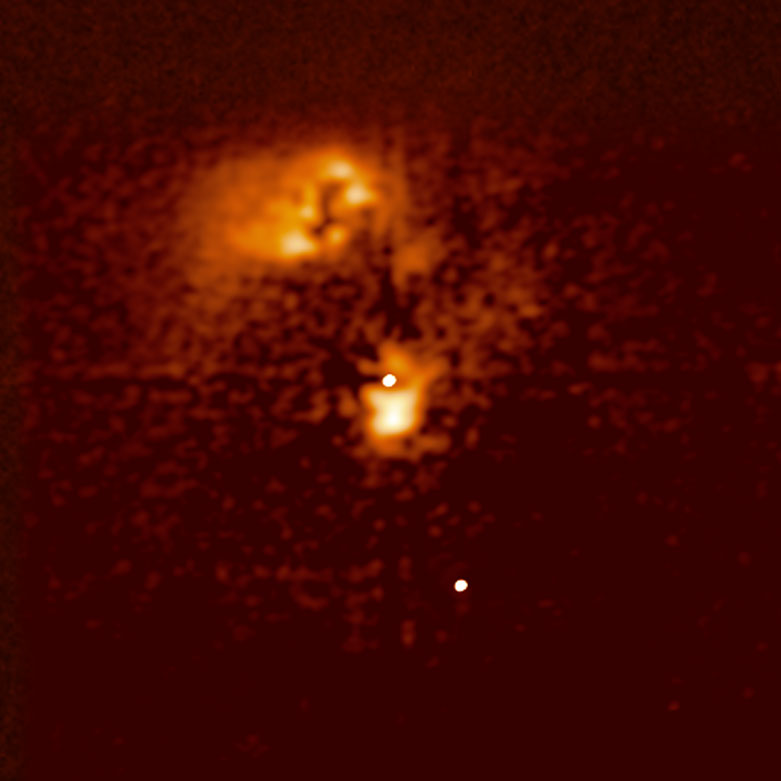
Thiên hà chứa quasar HE0450-2958 gần như không phát ra ánh sáng, đám bụi khí nhỏ, rộng 2.500 năm ánh sáng được các nhà khoa học gọi là "blob".

### Cấp sao tuyệt đối
Cấp sao tuyệt đối của quasar có giá trị trung bình -25,5m và giá trị cao nhất được biết đến ở khoảng -29m. Ví dụ quasar B2 1225+35, với độ dịch chuyển đỏ z = 2,2, độ sáng tuyệt đối của nó là -29,8m. QSO thường phát sáng gấp 100 lần so với các thiên hà sáng nhất. Cường độ bức xạ của chúng biểu hiện qua biến đổi trong các vùng quang phổ hồng ngoại, quang học và vô tuyến, tuy nhiên không tồn tại bất cứ một mối liên hệ đáng kể nào giữa các biến đổi này. Điều đó chứng tỏ sự tồn tại các nguồn bức xạ quang học và bức xạ vô tuyến riêng biệt.
Trong vùng quang phổ quang học (ánh sáng nhìn được bằng mắt thường), biên độ  thay đổi cấp sao đạt từ 2m đến 3m, đôi khi còn cao hơn. Có tới 68% QSO có biên độ thay đổi cấp sao lớn hơn 0,5m, 9% có biên độ cao hơn 2m, quasar 3C 446 có biên độ 3m. Có một số hiện tượng bùng sáng mạnh diễn biến trong vòng vài giờ, nhưng cũng có những thay đổi độ sáng đều đặn mạo chu kì (tiếng Anh: quasiperiodic) diễn ra trong vòng vài trăm ngày đến vài năm. Tính chất biến đổi độ sáng chứng tỏ rằng bức xạ xuất phát từ một vật thể, rất có thể đó là nhân kern, một loại nhân thiên hà rất nhỏ có đường kính chỉ vài giờ đến một tháng ánh sáng. Khối lượng của vật thể trung tâm này nặng bằng 50 triệu đến 2 tỉ lần khối lượng Mặt Trời.

### Quang phổ QSO
Vào năm 1972, các thành phần sao của quasar ở gần được phát hiện trên các ảnh có độ phân giải cao. Thành phần này bao quanh QSO và đóng góp phần phát sáng rất nhỏ so với tổng bức xạ phát ra từ các vật thể này, mà chúng có thể là các thiên hà elip hay thiên hà xoắn ốc dạng SyG. Các vạch quang phổ phát xạ đậm và rất rộng trên quang phổ của QSO chủ yếu thuộc về Hydro và một số ion của các nguyên tố nặng như C III và C IV, Mg II, O III, Fe II. Các ion này nằm tập trung vào những đám mây đặc, mật độ từ 104 đến 107.cm−3, khối lượng gấp vài lần khối lượng Mặt Trời, đường kính 109 đến 1011m. Các đám mây nhỏ này nằm trong lớp vỏ lớn với bán kính đến 1000 năm ánh sáng bao quanh QSO, và chúng bay xa khỏi QSO với vận tốc đạt tận 4000 km.s−1.
Các vạch quang phổ hấp thụ hẹp, so với các vạch quang phổ phát xạ từ cùng một QSO thường có dịch chuyển đỏ nhỏ hơn, nhưng các quan sát này chỉ đúng:
- khi bức xạ đi qua các lớp rìa lạnh hơn của vỏ giãn nở của QSO,
- khi bức xạ phải xuyên qua các thiên hà hay các đám chất khí nằm xa QSO và tình cờ cản đường.

Quang phổ các QSO cho thấy, thành phần hóa học của các vật thể này khác biệt rất nhỏ so với thành phần các đám chất khí của vật chất liên sao và chứng tỏ rằng, các điều kiện vật lý học tại các QSO trùng hợp với các điều kiện đã tìm thấy trước đó ở các nhân của các thiên hà Seyfert và các thiên hà khác có nhân hoạt động. Quang phổ liên tục tiếng Anh của QSO thường có sự phân chia cường độ biến đổi theo hàm số mũ đối với giá trị trung bình của hệ số quang phổ (tiếng Anh: spectral index) α = 0,7 trong vùng quang phổ nhìn thấy và quang phổ vô tuyến. Khoảng thuyên chuyển từ vùng quang học sang vùng vô tuyến là vùng quang phổ gián đoạn, trong vùng hồng ngoại tồn tại cực điểm khá rõ rệt. Một số QSO đồng thời là nguồn phát ra tia X, ví dụ QSO 3C 273 phát ra tia X sáng gấp 50 lần so với vùng vô tuyến và sáng gấp hai lần so với vùng quang phổ nhìn thấy.
Bức xạ của QSO có tính phân cực tuyến tính, phần cơ bản của nó không có tính nhiệt vì bức xạ của QSO xuất hiện qua cơ chế tăng tốc điện tử (tiếng Anh: synchrotron), được gọi là bức xạ tăng tốc điện tử.

### Cường độ phát sáng
Cường độ phát sáng tổng thể của QSO có giá trị ở khoảng 1040 đến 1041 W, lớn gấp một nghìn đến mười nghìn lần tổng cường độ phát sáng từ tất cả các ngôi sao của bất cứ một thiên hà siêu khổng lồ nào. Trong khi đó, bức xạ của QSO phát ra từ một vùng chỉ nhỏ bằng một phần mười triệu (1/10.000.000) kích thước thiên hà. Kết quả các nghiên cứu đi sâu về các thiên hà có nhân hoạt động, chủ yếu là các N-thiên hà, các thiên hà đặc màu lam và các thiên hà Seyfert cho thấy, các thiên hà này và QSO có cùng các tính chất sau:
- Phần bức xạ chính xuất phát từ vùng nhân giống sao (tiếng Anh: quasi-stellar) rất đặc.
- Phần phổ cường độ cao nằm trong vùng cực tím và hồng ngoại.
- Phần bức xạ biến đổi thuộc vùng quang phổ nhìn thấy và vùng radio.
- Các vạch quang phổ phát xạ rộng và rõ, ứng với vận tốc chuyển động của chất khí vài nghìn km.s−1.
- Có cấu trúc đôi của nguồn phát xạ radio.
- Có các dải vật chất, vươn ra từ nhân mang bức xạ không có tính nhiệt cường độ cao.

Trong số các thiên thể này, các QSS có chiếm mật độ không gian thấp nhất. Trong một đơn vị thể tích nhất định, mỗi QSS ứng với 50 đến 100 QSG, 1.000 N-thiên hà, 10 nghìn thiên hà Seyfert và 10 triệu thiên hà thường. Vấn đề nan giải ở các QSO và các nhân rất hoạt động của các thiên hà là câu hỏi về nguồn năng lượng vô cùng lớn của chúng và quy trình tăng tốc điện tử đến giá trị gần bằng vận tốc ánh sáng, với năng lượng vài tỉ eV, mà từ đó xuất hiện các bức xạ tăng tốc điện tử của quasar. Thời gian hoạt động của các QSO được dự đoán dựa theo các biểu hiện của chúng ít nhất là 300.000 năm, công xuất phát xạ trung bình của chúng có giá trị khoảng 1040 W, ứng với năng lượng phát ra trong cả thời gian hoạt động của QSO khoảng 1053 J.

### Cấu trúc
Nguyên nhân của việc sản sinh ra lượng năng lượng khổng lồ của QSO được giải thích bằng rất nhiều giả thuyết, xuất phát từ nhiều cơ chế và quy trình vật lý khác nhau. Ba giả thuyết chính là:
1. Sự va chạm hay vụ nổ của các sao hay các thiên hà có khối lượng rất lớn trong các cụm sao hay cụm thiên hà;
2. Sự bồi đắp chất khí lên các lỗ đen có nguồn gốc từ sự sụp đổ của ngôi sao, của sao siêu lớn, của thiên hà hay vật chất liên thiên hà;
3. Vật thể plasma-từ chuyển động quay gọi là magnetoid chuyển động quay.

Hai giả thuyết đầu đụng phải khó khăn trong việc giải thích nguyên nhân phát ra năng lượng phát sáng và sự phát tán chất khí của QSO được quan sát. Các quan sát thích hợp với giả thuyết về vật thể từ có chuyển động xoay. Điều này được giải thích với lý do, nhân QSO với khối lượng khoảng 100 triệu khối lượng Mặt Trời, tương đương với sao siêu lớn chỉ có thể tồn tại ở trạng thái mạo-cân bằng tương ứng nếu có trường điện từ mạnh với cảm ứng từ vài T và vận tốc chuyển động xoay cao. Ngược lại, sự sụp đổ sao với khối lượng chỉ ở ngưỡng khối lượng lớn hơn 300 nghìn khối lượng Mặt Trời là điều dĩ nhiên.
Về lý thuyết, magnetoid chuyển động quay có thể phát ra một lượng năng lượng lớn trong một thể tích khá nhỏ và bức xạ phát ra mang tính chất thuyên chuyển, mạo chu kì. Tổng năng lượng phát ra tỉ lệ thuận với khối lượng của QSO và năng lượng trung bình này ứng với 1045 đến 1046 J trên mỗi đơn vị M (khối lượng Mặt Trời). Nguồn phát năng lượng chính là sự co hấp dẫn diễn ra chậm, song song với sự thuyên chuyển năng lượng của chuyển động quay thành bức xạ tăng tốc điện tử và tất cả các biểu hiện khác của hoạt động trên QSO, chủ yếu do từ trường gây ra làm chậm chuyển động quay của quasar. Để có thể hình thành QSO, tiền thiên hà cần có khối lượng rất lớn và mô men động lượng đơn vị rất nhỏ: đối với một khối lượng nhất định, khi mô ment động lượng đơn vị càng nhỏ thì tiền thiên hà càng có thể tạo vật thể đặc hơn. Magnetoid chuyển động quay là một hiện tượng ngắn hạn, chúng tồn tại không quá một triệu năm không chỉ trong QSO mà còn trong nhân các thiên hà hoạt động và có thể lặp lại trong cùng một vật thể. Có nhiều khả năng là quá trình tiến hóa này diễn ra lần lượt từ QSO, sang N-thiên hà và nhân các thiên hà hoạt động, và cuối cùng là các thiên hà thường.

### Vũ trụ giãn nở?
Cường độ sáng rất cao của quasar, tạo điều kiện cho việc quan sát chúng từ khoảng cách rất lớn chứng tỏ chúng là những vật thể quan trọng góp phần kiểm chứng các mô hình vũ trụ học của vũ trụ, mà các hệ quả của chúng được biểu hiện rõ rệt chỉ ở các khoảng cách lớn cùng với chuyển dịch đỏ lớn hơn z = 1. Vấn đề chính ở đây là việc tìm phương pháp độc lập và tin cậy để xác định cường độ sáng của quasar, trên cơ sở đó đi đến khẳng định khoảng cách thực của chúng. Số lượng QSO với các độ phát sáng khác nhau trong vùng radio, cũng như diễn biến giảm nhanh số lượng các QSO ở vùng phổ có dịch chuyển đỏ lớn là lời phát biểu có sức thuyết phục, chống lại các mô hình vũ trụ học tĩnh. Tuy các khoảng cách vũ trụ học của QSO được coi là đã được khẳng định, vẫn có một số các ý kiến phản đối, ví dụ như vận tốc biểu kiến cao hơn vận tốc ánh sáng của sự giãn nở được quan sát tại một số QSO, cũng như mối liên quan giữa một số QSO có chuyển dịch đỏ lớn, được quan sát ở các thiên hà rất gần. Vận tốc cao hơn vận tốc ánh sáng được suy dẫn từ việc quan sát sự giãn nở, ví dụ của quasar 3C 273 với vận tốc biểu kiến gần 2 c, ở quasar 3C 120, 3C 279 là 3 c, ở 3C 345 là 8 c. Đó chỉ là hiệu ứng biểu kiến có thể giải thích bằng mô hình tương đối đơn giản. Trong thực tế, các vận tốc đó không lớn hơn vận tốc ánh sáng. Nói chung khoảng cách của các QSO là các khoảng cách vũ trụ học rất lớn.

## Danh sách một số quasar nổi tiếng

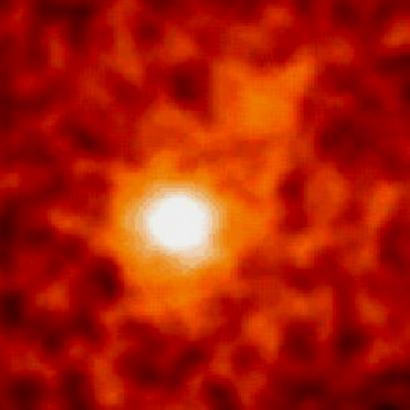
3C 279

| Ký hiệu   | z          | ly         | Cấp sao | Vị trí    | Người phát hiện                    | Năm phát hiện | Chú thích          |
| --------- | ---------- | ---------- | ------- | --------- | ---------------------------------- | ------------- | ------------------ |
| 3C 273    | 0,158      | 2 tỉ       | 12,9    | Thất Nữ   | Maarten Schmidt                    | 1963          | Quasar đầu tiên    |
| 3C 48     | 0,367      | 4,5 tỉ     | 16,2    | Thiên Nga | Allan Sandage cùng Thomas Matthews | 1960          |                    |
| 3C 75     | 0,023      | 0,3 tỉ     |         | Kình Ngư  |                                    | 2003          | quasar, hố đen đôi |
| Q0957+561 | 1,41/0,355 | 8,7/3,7 tỉ |         | Đại Hùng  | R. E. Schild                       | 1996          | quasar đôi         |

- 3C 279